# The Vanity Pool
The Vanity Pool è un film muto del 1918 diretto da Ida May Park. La sceneggiatura, firmata dalla stessa regista, si basa sull'omonimo romanzo breve di Nalbro Bartley pubblicato su Young's Magazine. Prodotto e distribuito dalla Universal Film Manufacturing Company, il film aveva come interpreti Mary MacLaren, Anna Q. Nilsson, Thomas Holding, Marin Sais, Franklyn Farnum, Winter Hall.

## Trama
L'ambizioso Gerald Harper convince la moglie Carol a chiedere l'aiuto all'amica Diana per aiutarlo nella sua corsa alla carica di governatore. Diana, infatti, potrebbe influenzare Jarvis Flint, un potente politico, ad appoggiarlo con il partito. Carol accetta di parlare con l'amica ma solo se il marito si assumerà l'incarico di occuparsi temporaneamente delle case popolari della città. Quando vi si reca, Gerald incontra la bellissima Marna Royal, una ragazza molto povera di cui diventa amico. Presto, quella amicizia si trasforma in amore, anche se il loro rapporto resta sempre platonico. Diana, venuta a conoscenza di quella storia, minaccia di rovinare Gerald a meno che il suo migliore amico, Drew Garratt, non la sposi. Al rifiuto di Drew, la donna racconta a Carol della relazione tra il marito e Marna. In seguito, Diana resta uccisa mentre ha uno scontro con Flint. Carol, per evitare lo scandalo al marito, adotta Marna ma la giovane, delusa, lascia gli Harper andandosene con Drew. Disperato, Gerald pensa di suicidarsi, ma viene salvato. L'uomo, allora, decide di iniziare una nuova vita insieme alla moglie.

## Produzione
Il film, prodotto dall'Universal Film Manufacturing Company, venne girato tra il luglio e il settembre 1918.

## Distribuzione
Il copyright del film, richiesto dalla Universal Film Mfg. Co., Inc., fu registrato il 15 novembre 1918 con il numero LP13041.

Distribuito dall'Universal Film Manufacturing Company (A Universal Special Attraction), il film uscì nelle sale cinematografiche statunitensi il 7 dicembre 1918. In Portogallo, fu distribuito il 20 gennaio 1922 con il titolo Vaidade.
Non si conoscono copie ancora esistenti della pellicola che viene considerata presumibilmente perduta.